# Гидриастела
Гидриастела (лат. Hydriastele) — род растений семейства Пальмовые (Arecaceae), распространённый в Малезии, Австралии и Океании.

## Ботаническое описание
Небольшие или высокие, древовидные или кустарниковидные, однодомные пальмы. Стебли прямостоячие, окаймлённые листовыми рубцами. Листья цельные и раздвоенные или перистые.
Соцветия расположены под листьями, ветвящиеся до 1—3 порядков или реже колосовидные, несут по всей длине цветки кремового или розоватого оттенка, за исключением верхушки, на которой расположены тычиночные цветки. Тычиночные цветки мясистые, асимметричные; чашелистиков 3, короткие, треугольные; лепестков 3, мясистые, в 4—5 раз длиннее чашелистиков, узкие, треугольные, один обычно крупнее двух других; тычинок 6—24, нити очень короткие, мясистые, пыльники удлинённые, прямые; пестик отсутствует. Пестичные цветки шаровидные (конические в бутоне), меньше тычиночных; чашелистиков 3, округлые или треугольные; лепестков 3, не более чем в два раза длиннее чашелистиков, округлые или треугольные; стаминодиев 3 (6), зубчатые, мелкие; гинецей шаровидный или яйцевидный, одногнёздный, рылец 3. Плоды от шаровидных до узкоэллиптических, прямые или изогнутые, от ярко-красных до пурпурно-чёрных. Семена яйцевидные или шаровидные, рубчик удлинённый или округлый. 2n = 32.

## Виды
Род включает 39 видов:
- Hydriastele apetiolata Petoe & W.J.Baker
- Hydriastele aprica (B.E.Young) W.J.Baker & Loo
- Hydriastele beguinii (Burret) W.J.Baker & Loo
- Hydriastele biakensis W.J.Baker & Heatubun
- Hydriastele boumae W.J.Baker & D.Watling
- Hydriastele calcicola W.J.Baker & Petoe
- Hydriastele costata F.M.Bailey
- Hydriastele cylindrocarpa (Becc.) W.J.Baker & Loo
- Hydriastele divaricata Heatubun, Petoe & W.J.Baker
- Hydriastele dransfieldii (Hambali, Maturb., Wanggai & W.J.Baker) W.J.Baker & Loo
- Hydriastele flabellata (Becc.) W.J.Baker & Loo [syn.  Hydriastele cariosa (Dowe & M.D.Ferrero) W.J.Baker & Loo, Hydriastele pleurocarpa (Burret) W.J.Baker & Loo]
- Hydriastele gibbsiana (Becc.) W.J.Baker & Loo
- Hydriastele hombronii (Becc.) W.J.Baker & Loo
- Hydriastele kasesa (Lauterb.) Burret
- Hydriastele kjellbergii (Burret) W.J.Baker & Loo
- Hydriastele lanata W.J.Baker & Petoe
- Hydriastele ledermanniana (Becc.) W.J.Baker & Loo
- Hydriastele longispatha (Becc.) W.J.Baker & Loo
- Hydriastele lurida (Becc.) W.J.Baker & Loo
- Hydriastele macrospadix (Burret) W.J.Baker & Loo
- Hydriastele manusii (Essig) W.J.Baker & Loo
- Hydriastele microcarpa (Scheff.) W.J.Baker & Loo
- Hydriastele moluccana (Becc.) W.J.Baker & Loo
- Hydriastele montana (Becc.) W.J.Baker & Loo
- Hydriastele nannostachys W.J.Baker & Loo
- Hydriastele oxypetala (Burret) W.J.Baker & Loo
- Hydriastele palauensis (Becc.) W.J.Baker & Loo
- Hydriastele pinangoides (Becc.) W.J.Baker & Loo
- Hydriastele procera (Blume) W.J.Baker & Loo
- Hydriastele ramsayi (Becc.) W.J.Baker & Loo
- Hydriastele rheophytica Dowe & M.D.Ferrero
- Hydriastele sarasinorum (Burret) W.J.Baker & Loo
- Hydriastele selebica (Becc.) W.J.Baker & Loo
- Hydriastele simbiakii Heatubun, Petoe & W.J.Baker
- Hydriastele splendida Heatubun, Petoe & W.J.Baker
- Hydriastele variabilis (Becc.) Burret
- Hydriastele vitiensis W.J.Baker & Loo
- Hydriastele wendlandiana (F.Muell.) H.Wendl. & Drude typus[1]
- Hydriastele wosimiensis W.J.Baker & Petoe